# Discococcus spectabilis
Discococcus spectabilis är en insektsart som beskrevs av Mckenzie 1961. Discococcus spectabilis ingår i släktet Discococcus och familjen ullsköldlöss. Inga underarter finns listade i Catalogue of Life.